# John Bernard Delany
John Bernard Delany (* 9. August 1864 in Lowell, Massachusetts, USA; † 11. Juni 1906) war ein US-amerikanischer Geistlicher und römisch-katholischer Bischof von Manchester.

## Leben
John Bernard Delany empfing am 23. Mai 1891 das Sakrament der Priesterweihe für das Bistum Manchester.
Papst Pius X. ernannte ihn am 18. April 1904 zum Bischof von Manchester. Der Apostolische Delegat in den Vereinigten Staaten, Erzbischof Diomede Falconio OFM, spendete ihm am 8. September desselben Jahres die Bischofsweihe; Mitkonsekratoren waren der Bischof von Portland, William Henry O’Connell, und der Bischof von Mobile, Edward Patrick Allen.